# Massimo Fabbrizi
Massimo Fabbrizi (* 27. August 1977 in San Benedetto del Tronto) ist ein italienischer Trapschütze.

## Karriere
Fabbrizi nahm 2012 am olympischen Trapwettbewerb teil. Dort verlor er das Finale im Stechen gegen den Kroaten Giovanni Cernogoraz. Fabbrizi ist zweifacher Weltmeister, jedoch konnte er die Europameisterschaft noch nie gewinnen.

## Erfolge

### Olympische Spiele
- London 2012: 2. Trap
- Rio de Janeiro 2016: 6. Trap

### Weltmeisterschaften
2 Siege in Weltmeisterschaften (2005 und 2011)

### Europameisterschaften
2 Silbermedaillen bei Europameisterschaften

### Europaspiele
- Baku 2015: 8. Trap

### Weltcup
5 Siege im Weltcup